# Carl Petter Wennström
Carl Petter Wennström, C.P. Wennström, född 21 februari 1819 i Söderhamn, död där 8 augusti 1907, var en svensk grosshandlare.
Wennström, som var son till färgaren Edmund Wennström, inköpte 1858 tillsammans med brodern Erik Adolf Wennström och rådmannen Lorentz Edling egendomen Tönshammar jämte underlydande hemman, järnmanufakturverk, spiksmedja, tegelbruk etc., men de tre delägarna sålde detta 1863. Han anlade 1869 Källskärs sågverk på Storkällskärs udde på södra sidan av Söderhamnsfjärden, vilket samma år såldes till Erik Adolf Wennström. Efter att sågverket under de första fem åren arrenderats av grosshandlare Edward Francke i Stockholm fungerade Carl Petter Wennström som förvaltare för Källskärs sågverks intressenter och det 1892 bildade Källskärs AB under åren 1874–1896, varvid han en tid även hade skeppningsarbetet på entreprenad. Han valdes till suppleant i styrelsen för Söderhamns Järnvägs AB vid dess bildande 1858.